# Antennella quadriaurita
Antennella quadriaurita is een hydroïdpoliep uit de familie Halopterididae. De poliep komt uit het geslacht Antennella. Antennella quadriaurita werd in 1909 voor het eerst wetenschappelijk beschreven door Ritchie. 